# 세가타 산시로
세가타 산시로(일본어: せがた三四郎)는 1997년부터 1998년에 걸쳐 후지오카 히로시(藤岡弘)가 연기한, 세가의 가정용 게임기인 세가 새턴의 선전용 마스코트이다. 무술가 모습을 한 강렬한 개성으로 선전용 마스코트 수준을 넘어선 인기 캐릭터가 되었다.

## 개요
구로자와 아키라의 영화 《스가타 산시로》에 출연하는 전설적인 유도인인 '스가타 산시로'(姿三四郎)의 패러디로 만들어진 이 캐릭터는, 초대 가면 라이더로 출연한 것으로 유명한 무도가이며, 배우인 후지오카 히로시가 맡아, 그의 강렬한 개성을 살려 매우 무술에 뛰어난 격투가 캐릭터로 설정되었다.
세가타 산시로의 주제가인 세가 새턴 시로!(セガサターン、シロ! 세가사탄 시로![*])는 CD로 발매되어, 10만장 가까운 판매량을 기록했다. CM에 사용된 '세가 새턴 사라'를 부른 사람은 도미다 이치로이다.
주제가의 이름인 '세가 새턴 시로!'는 '세가 새턴을 해라!'라는 의미 밖에, '세가 새턴, 흰색'(白 시로[*])이라는 의미도 포함되어 있다. 1996년 3월 21일까지 세가 새턴의 외장색은 짙은 회색(또는 검은색)이나, 모델이 바뀌어 1996년 3월 22일부터 흰색(정확히는 미스트 그레이)이 발매되었었다.

## 역대CM
기본적으로 주연은 후지오카 히로시이다. 꽤 힘들어보이는 촬영내용도 있지만 모두 후지오카 본인이 연기했다.
『소닉R』
야구를 하려고 하는 소년들에게 세가타 산시로의 철권이 작렬한다.
『샤이닝포스3』
아침까지 클럽에서 춤추려고 하는 젊은이들에게 세가타 산시로의 제재가 가해진다.
『새턴 봄버맨 파이트!!』
유도복을 입은 청년을 세가타 산시로가 날려버린다. 청년은 멀리 나가떨어지더니 폭발한다. 여기서 주제가 「세가 새턴 시로!」가 첫 등장. 마무리 대사는 「봄버맨!」이다.
산시로 디스크도 딸려온다
집으로 찾아온 산타 클로스에게 달려드는 아이들. 하지만 정체는 세가타 산시로이다. 얼굴가면을 벗고 정체를 드러내고는 뭐라 표현 할 수 없는 포효를 내질러 놀라서 울어버리는 아이들. 덧붙여서 산타는 세가 새턴 본체, 컨트롤러만 주고 간다.
올해는 굉장하다구!
거대한 세가새턴을 등에 이고 산속에서 수행하는 세가타 산시로. 키보드만한 세가 새턴 조종기를 주먹으로 연타한다. 주제가 「세가 새턴 시로!」가 거의 다 BGM으로 사용되었다.
『솔로 크라이시스』
「표리일체 두뇌게임」이라는 소개를 하며 「머리를 쓴다」라는 게 컨셉이지만, 세가타 산시로는 두뇌를 쓰지 않고 기왓장을 이마로 격파한다. 끝에서 꽤나 아파하는 모습이 나온다.
『AZEL PANZER DRAGOON RPG-』
여러개의 횃불이 타는 가운데서 용가면을 쓴 세가타 산시로가 용춤을 춘다.
『Winter Heat』
세가타 산시로는 스피드스케이트 선수와의 대결에서 맨발로 도전해 승리한다. 끝에 진 선수는 머리를 감싸며 쭈그려있고, 세가타 산시로는 열심히 발바닥을 난로에서 데우고 있다.
『프로야구팀도 만들자!』
게임감수에 도움을 준 노모 히데오선수의 사진앞에서 세가타 산시로가 감사의 인사를 한다.
『버닝 레인저』
화재현장에서 남겨진 자매에게 세가타 산시로가 불타는 문을 박차고 나타나서 정신을 잃은 언니에게 인공호흡을 한다. 끝에선 빨리 도망가자고 조르는 동생은 신경도 안쓰고 거기서 인공호흡만 계속 하는 산시로.
『GREATEST NINE'98』
배팅센터에서도 유도복차림인 세가타 산시로는 날아오는 야구공을 발로 차서 홈런을 날린다. 끝에선 계속 날아오는 야구공을 가슴으로 받아낸다.
『더 하우스 오브 더 데드』
덤벼드는 좀비들을 날려버리는 세가타 산시로. 하지만 좀비들은 아무리 던져도 다시 일어나서 덤벼든다. 산시로는 「이놈들 인간이 아니야」라며 처음으로 약한 소리를 한다.
『드래곤포스2』
처음은 「세가 새턴 시로!」의 독창이 시작되고 서서히 노랫소리가 늘어나면서 마지막엔 대합창이 된다. 아울러서 무슨 이유에선지 화면의 세가타 산시로도 증식해간다. 마지막엔 모두가 「도리야아~」라고 외친다. 이것은 『드래곤포스2』가 「다수혼전」을 즐긴다는 판매전략에서 유래했다.
『사쿠라대전2』
벚꽃이 흩날리는 가운데, 사쿠라역의 요코야마 치사와 장난을 치는 세가타 산시로. 꽃잎을 뿌리며 서로 껴안고 노는 모습은 세가타 산시로 시리즈 사이에도 가장 이색적이다.
『DEEP FEAR』
어두운 실내에서 생선을 손질하는 세가타 산시로. 손질한 생선은 회가 되어 배모양 접시에 올려져 있다.
『월드컵98 프랑스』
프리킥 장면에서 골키퍼인 세가타 산시로는 골포스트를 그대로 들어올려 골을 사수하지만, 심판은 레드카드를 꺼낸다.
『일본대표팀 감독이 되자! 세계최초 축구RPG』
코너킥에서 공을 찬 순간, 벤치에서 그 모습을 지켜보던 세가타 산시로는 「선수교체」라고 외치며 동시에 옆에 있던 선수를 던져서 날려버린다. 총알처럼 날아간 선수머리에 공이 맞아 헤딩슛 골. 끝에서 세가타 산시로가 골 세레머니를 보여준다.
『바켄로더』
「세가타 게임차트」가 등장. 이 차트는 「임팩트」「지성」「연애」「유머」「스팀도」의 5각형으로 되어 있고, 『바켄로더』는 이 가운데에 「스팀도」가 만점이다.
『세가타 산시로 진검유희(임시)』
처음엔 「긴급속보」의 자막이 나온다. 그 동안에 나온 등장씬이 흘러나오며 「불꽃의 사나이가」「세가 새턴에 일갈한다!」「세가타 산시로 마침내 게임화!」「게임에 숨겨진 세가타의 넋!」「지금 제작진행 중」이라는 자막이 나온다. 마지막은 「세가타 산시로 진검유희(임시) 10월 29일 발매예정 4800엔」
『세가타 산시로 진검유희』
세가타 산시로 시리즈 마지막편. 세가타 산시로 주연 게임(세가타 산시로가 등장하는 미니게임집)의 CM.
정체불명의 외국인에게 의해져 드림캐스트 출시를 앞둔 세가 본사 빌딩으로 발사된 미사일을 부딪치기 직전에 막아낸 산시로는 미사일을 안은 채 우주로 날아간다. 이 장면은 TV 애니메이션 『아톰』의 패러디이다.
덧붙여서 실제 영상으로는 보기가 어렵지만, 클라이막스의 미사일 폭발신에서 세가타 산시로는 낙하산을 펴고 탈출한다.